# Гвардейский поселковый совет (Днепропетровская область)
Гвардейский поселковый совет (укр. Гвардійська селищна рада) — бывшая административная единица. Входила в состав
Новомосковского района
Днепропетровской области
Украины. В 2020 году вошел в состав Черкасской поселковой общины.
Административный центр поселкового совета находился в
пгт Гвардейское.

## Населённые пункты совета
- пгт Гвардейское